# Portugals damlandslag i basket
Portugals damlandslag i basket representerar Portugal i basket på damsidan. Laget spelade sina första tävlingsmatcher i kvalet till Europamästerskapet 1987.

### Fotnoter
1. ↑  ”Women European Championship 1987 Qualification played 1986” (på engelska). Sport Statistics. 10 mars 1986. Arkiverad från originalet den 30 juni 2015. https://web.archive.org/web/20150630224646/http://todor66.com/basketball/Europe/Women_Q_1986.html. Läst 28 juni 2015.